# فنسنت السرقسطي
فنسنت السرقطي (المعروف أيضًا باسم فنسنت الشهيد ، أو فنسنت وشقة أو فنسنت الشماس) كان شماسًا وقديسا في كنيسة سرقسطة. وهو قديس شفيع للشبونة وبلنسية. عيده هو 22 يناير في الكنيسة الرومانية الكاثوليكية والطائفة الأنجليكانية ويوم 11 نوفمبر في الكنائس الأرثوذكسية الشرقية. ولد في وشقة واستشهد في عهد الإمبراطور دقلديانوس حوالي عام 304. 